# 第58屆柏林電影節
第58屆柏林电影节（德語：58. Internationale Filmfestspiele Berlin）於2008年2月7日至2月17日在德國柏林舉辦，開幕片為美國導演馬丁·斯科西斯執導的滾石樂團紀錄片《電光滾石》，閉幕片則為法國導演米歇·龔德里執導的《王牌自拍秀》。評審團主席則為希臘-法國導演科斯塔·加夫拉斯。

## 評審團
- ／ 科斯塔·加夫拉斯：導演。（評審團主席）
- 烏利·哈尼許（德语：Uli Hanisch）：製作設計。
- 黛安·克魯格：演員。
- 華特·莫屈（英语：Walter Murch）：剪輯、音效師。
- 亞歷山大·羅德尼亞斯基（俄语：Роднянский, Александр Ефимович）：製作人
- 舒淇：演員
- 桑德琳·波奈兒：演員（於影展開幕前因行程問題臨時退出評審團）[4][5]
- 蘇珊娜·比爾：導演（於影展開幕前因新片製作問題臨時退出評審團）[6]

## 官方單元

### 正式競賽
| 片名               | 原文片名                       | 導演                    | 出品國                        |
| ------------------ | ------------------------------ | ----------------------- | ----------------------------- |
| 《沙囊》           | Ballast                        | 蘭斯·漢莫               | 美国                          |
| 《冰火情敵》       | Musta jää                      | 派特利·寇特威卡         | 芬兰、 德国                   |
| 《禁慾》           | Elegy                          | 伊莎貝拉·庫謝特         | 美国                          |
| 《心火》           | Feuerherz                      | 路易吉·法羅尼           | 德国、 義大利、 奥地利、 法國 |
| 《夜花園》         | Gardens of the Night           | 達米安·哈里斯           | 美国、 英国                   |
| 《無憂無慮》       | Happy-Go-Lucky                 | 麥克·李                 | 英国                          |
| 《我一直深愛著你》 | Il y a longtemps que je t'aime | 菲利普·柯婁代           | 法國、 加拿大                 |
| 《左右》           | 《左右》                       | 王小帥                  | 中国                          |
| 《茱莉亞》         | Julia                          | 艾希克·宗卡             | 法國、 美国、 墨西哥、 比利时 |
| 《母親》           | 母べえ                         | 山田洋次                | 日本                          |
| 《當櫻花盛開》     | Kirschblüten – Hanami          | 多莉絲·朵利             | 德国                          |
| 《珍女士》         | Lady Jane                      | 侯貝·葛地基揚           | 法國                          |
| 《墨西哥幾點》     | Lake Tahoe                     | 佛南多·安博可           | 墨西哥、 日本、 美国          |
| 《日與夜》         | 밤과 낮                        | 洪常秀                  |                               |
| 《我在窗外等你》   | Caos calmo                     | 安東尼奧路·易吉葛里馬蒂 | 義大利                        |
| 《不安》           | חסר מנוחה                      | 埃摩斯·寇勒             | 以色列、 德国                 |
| 《小麻雀的假期》   | آواز گنجشک‌ها                   | 馬吉德·馬吉迪           | 伊朗                          |
| 《完全虐囚手冊》   | Standard Operating Procedure   | 埃洛·莫里斯             | 美国                          |
| 《文雀》           | 《文雀》                       | 杜琪峯                  | 香港、 中国                   |
| 《精銳部隊》       | Tropa de Elite                 | 何塞·帕蒂爾哈           | 巴西                          |
| 《黑金企業》       | There Will Be Blood            | 保羅·湯瑪斯·安德森      | 美国                          |

## 得獎名單
- 金熊獎：《精銳部隊》－ 何塞·帕蒂爾哈
- 評審團大獎銀熊獎：《完全虐囚手冊（英语：Standard Operating Procedure (film)）》－ 埃洛·莫里斯
- 亞佛雷德鮑爾獎：《墨西哥幾點（西班牙语：Lake Tahoe）》－ 佛南多·安博可（西班牙语：Fernando Eimbcke）
- 最佳導演銀熊獎：保羅·湯瑪斯·安德森 －《黑金企業》
- 最佳女演員銀熊獎：莎莉·霍金斯 －《無憂無慮》
- 最佳男演員銀熊獎：瑞札·納吉（英语：Reza Naji） －《小麻雀的假期（英语：The Song of Sparrows）》
- 最佳劇本銀熊獎：王小帥 － 《左右》
- 傑出藝術貢獻銀熊獎（配樂）：強尼·格林伍德 － 《黑金企業》
- 費比西國際影評人獎：《墨西哥幾點（西班牙语：Lake Tahoe）》－ 佛南多·安博可（西班牙语：Fernando Eimbcke）

## 外部連結
- （德文）（英文）柏林电影节官方網站 （页面存档备份，存于）
- cinema-critique的2008年柏林影展專題 （页面存档备份，存于）